# Старченко Олег Олександрович
Оле́г Олекса́ндрович Ста́рченко — полковник Збройних сил України, учасник російсько-української війни.

## З життєпису
Станом на 2008 рік — старший льотчик вертольотної ланки Мі-8, виконував польоти за маршрутом Робертспорт — Воїнджама під час виконання миротворчої місії, Ліберія. 2013 року виконував завдання в Ліберії у складі 56-го вертольотного загону.

## Нагороди
21 жовтня 2014 року — за особисту мужність і героїзм, виявлені у захисті державного суверенітету та територіальної цілісності України, вірність військовій присязі під час російсько-української війни, відзначений — нагороджений орденом Богдана Хмельницького III ступеня.